# Toporzeł
Le Toporzeł est un emblème polonais, créé par Stanislaw Szukalski en 1935 sous le blason de la « Seconde Pologne »,.
Il a été créé par le mélange d'une hache et d'un aigle. La tête a la forme d'un crochet, qui symbolise la rupture d'une tradition.

« Par conséquent, je vous apporte un beau signe, un nouvel aigle, encore plus simple que le Piast, de sorte que vous, qui êtes possédés, êtes aussi l'intention de la mission de Rodoslawi; avec un cœur ouvert, ils ont adopté leur bannières, confession sincère du patriotisme national et racial, c’est le signe de Topor, qui est devenu l’Aigle. Laissons-nous tous par Axor, quelles que soient les voies empruntées pour atteindre le même idéal, nous avons besoin d’inspiration aujourd'hui. »

— S. Szukalski
L'emblème avec une croix ajoutée, appelé « Topokrzyż », a été vu dans le magazine Krak, publié par Szukalski. Il contient l'inscription « GOJ - Gospodarczą Organizujmy Jedność » (qui ressemble à goy et signifie « Organiser l'unité économique ») et était destiné à marquer des magasins non-juifs.
Le Topokrzyż est récemment utilisé par des organisations nationalistes néopaïennes telles que l'Association pour la tradition et la culture « Niklot ».